# هالی هرش
هالی لیا هِرش (انگلیسی: Hallee Leah Hirsh؛ زادهٔ ۱۶ دسامبر ۱۹۸۷) یک هنرپیشه و تهیه‌کننده اهل ایالات متحده آمریکا است. وی از سال ۱۹۹۳ میلادی تاکنون مشغول فعالیت بوده‌است.

## گزیدهٔ آثار

### سینما
- پایان خوش (۲۰۰۵)
- راز جو گولد (۲۰۰۰)
- نامه داری (۱۹۹۸)
- یک چیز واقعی (۱۹۹۸)
- لولیتا (۱۹۹۷)

### تلویزیون
- ذهن‌های مجرم (۲۰۰۹)
- بخش فوریت‌های پزشکی (۲۰۰۹)
- بورلی هیلز ۹۰۲۱۰ (۲۰۰۸)
- آناتومی گری (۲۰۰۶)
- ویل و گریس (۲۰۰۴)
- شش فوت زیر زمین (۲۰۰۴)
- دنیای مالکوم (۲۰۰۱)
- قانون و نظم (۱۹۹۹–۱۹۹۸)
- پخش زنده شنبه شب (۱۹۹۴)